# جورجي لونجو
جورجي لونجو (بالرومانية: Gheorghe Lungu)‏ (مواليد 5 يوليو 1978) هو ملاكم روماني، مثّل بلاده في الألعاب الأولمبية الصيفية 2000.

## روابط خارجية
جورجي لونجو على موقع اللجنة الأولمبية الدولية (الإنجليزية)
- جورجي لونجو على موقع أوليمبيديا (الإنجليزية)